# Tseng Ching-Hsiang
Tseng Ching-Hsiang (12 de julio de 1984) es un deportista taiwanés que compitió en taekwondo. Ganó dos medallas en el Campeonato Asiático de Taekwondo en los años 2006 y 2008.

## Palmarés internacional
| Representando a China Taipéi |                     |                   |           |
| Campeonato Asiático          |                     |                   |           |
| Año                          | Lugar               | Medalla           | Categoría |
| 2006                         | Bangkok (Tailandia) | Medalla de bronce | –67 kg    |
| 2008                         | Luoyang (China)     | Medalla de plata  | –72 kg    |